# Estavão Leitão de Carvalho
Estavão Leitão de Carvalho, brazilski maršal, * 16. april 1881, † 29. december 1970.